# استومپ‌ویک
استومپ‌ویک (به هلندی: Stompwijk) یک روستا در هلند است که در لیدسخندام-فوربورخ واقع شده‌است. استومپ‌ویک ۱٬۲۲۱ ha کیلومتر مربع مساحت و c نفر جمعیت دارد.